# راندي لويس
راندي لويس (بالإنجليزية: Randy Lewis) هو مصارع هاوي أمريكي، ولد في 7 يونيو 1959 في رابيد سيتي في الولايات المتحدة.

## وصلات خارجية
- راندي لويس على موقع قاعدة بيانات المصارعة الدولية (الإنجليزية)
- راندي لويس على موقع أوليمبيديا (الإنجليزية)